# 河内街道赛道
河内街道赛道（越南語: Trường đua đường phố Hà Nội）是位於越南首都河內市南慈廉郡的賽車場。 這是一條設計為主辦一級方程式錦標賽越南大獎賽的街道賽道。賽道長5.613公里（3.488英里），由賽道建築師赫尔曼·蒂尔克設計。河内街道赛道預計將在2020年世界一级方程式锦标赛賽程上首次亮相，不過由於受到2019冠狀病毒病疫情影響而推遲了該日期，後取消。